# L'Alternative (Togo)
Pour les articles homonymes, voir L'Alternative.
L'Alternative est un journal bi-hebdomadaire togolais, créé en avril 2008. Indépendant du pouvoir en place (incarné par Faure Gnassingbé), il est l'objet de la censure et ses journalistes sont l'objet de poursuites judiciaires répétées. Après la cessation de sa parution pendant un an et l'exil de son fondateur et directeur de la publication Ferdinand Ayité, le journal reparaît en ligne à compter de mars 2024.

## Histoire

### Création en 2008
Le journal est créé sous format papier à parution bi-hebdomadaire le 10 avril 2008, à Lomé, par Ferdinand Ayité, qui en est le directeur de la publication,.

### Enquête «Panama Papers» en 2016
En 2016, L'Alternative collabore avec le Consortium international des journalistes d'investigation (ICIJ) dans le cadre de l'enquête « Panama Papers ». Le bi-hebdomadaire et le journal français Le Monde révèlent le recours à l'évasion fiscale par des hommes d'affaires indiens implantés au Togo, dont l'entreprise comptent parmi ses actionnaires des personnalités togolaises, notamment le Premier ministre Komi Sélom Klassou, suscitant l'ire d'une partie de la population,,.

### Ciblage par le logiciel espion Pegasus en 2018
En 2021, dans le cadre du projet Pegasus, le consortium Forbidden Stories révèle que Ferdinand Ayité, directeur de la publication du journal, figure parmi les personnalités listées par le pouvoir togolais pour être l'objet d'une infection par le logiciel espion Pegasus,.

### Plainte de la France: suspension de la parution en mars 2020
L'ambassadeur de France au Togo Marc Vizy dépose plainte contre L'Alternative et Liberté, pour des articles accusés d'être calomnieux à son égard et à celui de la France ; celui de L'Alternative, publié le 28 février et titré « Françafrique et soutien aux dictateurs : Franck Paris, l’intriguant », mettait en cause le conseiller Afrique du président français Emmanuel Macron, Franck Paris. La publication de L'Alternative est suspendue pour deux mois par la Haute Autorité de l'audiovisuel et de la communication (HAAC), tandis que Liberté est suspendu pour quinze jours — un troisième journal, Fraternité, est suspendu deux mois pour avoir critiqué la décision de la HAAC,,.

### «Petrolegate»: condamnation du journal pour diffamation en novembre 2020
En juin 2020, L'Alternative publie une enquête affirmant que deux fonctionnaires du Comité de suivi des fluctuations des prix des produits pétroliers (CSFPPP), un organisme étatique togolais, ont détourné l'équivalent en francs CFA de 764 millions d'euros d'argent public — un scandale largement médiatisé et surnommé « Petrolegate ». Le journal et son directeur de la publication sont condamnés en novembre par un tribunal à verser 6 millions de francs CFA (environ 6 000 euros) pour diffamation. La décision est dénoncée par divers organismes de la société civile, d'autant plus qu'un audit ordonné par l'État après la publication de l'article a confirmé les faits,,,.

### Nouvelle suspension en février 2021
Quelques mois après, en février 2021, L'Alternative subit une nouvelle suspension de sa publication, de quatre mois, décidée par la HAAC, après une plainte du ministre de l'Urbanisme, de l'Habitat et de la Réforme foncière, Koffi Tsolenyanu, relative à un article du journal le qualifiant de « faussaire » et l'accusant d'avoir participé à une fraude dans la succession d'un homme d'affaires défunt. Cette nouvelle suspension suscite la condamnation d'organisation de défense des droits de l'homme et de la liberté de la presse telles que le Comité pour la protection des journalistes (CPJ) et Article 19,,.

### 2021-2024: poursuites judiciaires, exil des dirigeants et cessation prolongée de la publication
Le 10 décembre 2021, le directeur de la publication de L'Alternative Ferdinand Ayité, suivi le lendemain par le directeur du journal Fraternité, Joël Egah, sont placés en détention provisoire après avoir moqué les ministres togolais de la Justice, Pius Agbetomey, et du Commerce, Kodjo Adedze, lors de l'émission L'Autre journal diffusée sur YouTube par L'Alternative. Cette décision est dénoncée par Amnesty International et Reporters sans frontières (RSF),,,.
Les deux journalistes sont libérés après quelques jours de détention, mais demeurent mis en examen pour « outrage à l'autorité » et « propagation de propos mensongers sur les réseaux sociaux », comme l'est également le présentateur de l'émission et rédacteur en chef de L'Alternative Kokou Kouwonou (surnommé Isidore Kouwonou). Ferdinand Ayité et Kokou Kouwonou (Joël Egah est mort dans l'intervalle) sont condamnés le 15 mars 2023 par le tribunal de première instance de Lomé à trois ans de prison ferme et à une lourde amende ; les deux journalistes ne se sont pas présentés au tribunal et sont, selon les dires de leur avocat, en lieu sûr. La décision de justice est là encore condamnée par les organisations de défense des droits humains et de la liberté de la presse, tandis que le CPJ décerne le Prix international de la liberté de la presse à Ferdinand Ayité,,,,. 
À la suite de la condamnation de ses dirigeants, journal cesse de paraître pendant un an, puis avec le soutien de RSF reparaît depuis Paris, en France en mars 2024, uniquement en ligne.